# Srebrna Gwiazda
Srebrna Gwiazda, Medal Srebrnej Gwiazdy (ang. Silver Star, Silver Star Medal) – gwiazda Sił Zbrojnych Stanów Zjednoczonych przyznawana żołnierzom sił zbrojnych USA za odwagę w obliczu nieprzyjaciela. W szczególnych wypadkach może być przyznana również żołnierzom innych państw. Jest to czwarte najwyższe amerykańskie odznaczenie wojskowe po Medalu Honoru, Krzyżu za Wybitną Służbę i Medalu za Wybitną Służbę. 
Odznaczenie może być nadane wielokrotnie. Kolejne nadanie jest oznaczane poprzez nałożenie na wstążkę (oraz baretkę) brązowej odznaki w formie pęku liści dębowych (oak leaf cluster) w Siłach Lądowych i Powietrznych, lub złotej pięcioramiennej gwiazdki w Marynarce Wojennej, Piechocie Morskiej i Straży Wybrzeża USA. Pięć odznak brązowych lub gwiazdek złotych jest zastępowanych odznaką względnie gwiazdką srebrną.